# Општина Пештишани (Горж)
Пештишани (рум. Peştişani) општина је у Румунији у округу Горж.
Oпштина се налази на надморској висини од 246 m.